# Az eternauta
Az eternauta (eredeti cím: El Eternauta) 2025-től vetített argentin sci-fi sorozat, amelyet Bruno Stagnaro alkotott és rendezett, az El Eternauta című képregény alapján. A főbb szerepekben Ricardo Darín, Carla Peterson, César Troncoso, Andrea Pietra, Ariel Staltari látható.
Argentínában és Magyarországon 2025. április 30-án mutatta be a Netflix.
2025. május 1-jén berendelték a második évadot.

## Ismertető
Buenos Airesben egy éjszaka titokzatos hóesés kezdődik, amely gyorsan elpusztítja a lakosság nagy részét. Juan Salvo és barátai azon kevesek közé tartoznak, akik túlélik, ám a történtek után az életért való küzdelem minden eddiginél nehezebbé válik. Hamarosan kiderül, hogy a hóesés csak a kezdete volt egy földönkívüli támadásnak. Egyetlen módja van a túlélésnek: ha összefogunk és harcolunk. Egyedül senki sem élheti túl.

## Szereplők

### Főszereplők
| Szereplők       | Színész          | Magyar hang        | Leírás                                                                      |
| --------------- | ---------------- | ------------------ | --------------------------------------------------------------------------- |
| Juan Salvo      | Ricardo Darín    | Schnell Ádám       | Hétköznapi ember, aki rendkívüli helyzetbe kerül.                           |
| Elena           | Carla Peterson   | Nagy-Kálózy Eszter | Salvo volt felesége.                                                        |
| Alfredo Favalli | César Troncoso   | Mihályfi Balázs    | Ana férje.                                                                  |
| Ana             | Andrea Pietra    | Tóth Enikő         | Favalli felesége.                                                           |
| Omar            | Ariel Staltari   | Mészáros Béla      | Közönség személy, aki valamelyest megkérdőjelezi a barátok közti köteléket. |
| Lucas           | Marcelo Subiotto | Sipos Imre         | Salvo barátja.                                                              |

### Mellékszereplők
| Szereplők   | Színész              | Magyar hang      |
| ----------- | -------------------- | ---------------- |
| Ruso Polsky | Claudio Martínez Bel | Gyabronka József |
| Clara Salvo | Mora Fisz            | Rudolf Szonja    |
| Inga        | Orianna Cárdenas     | Kanyó Kata       |
| Pablo       | Aron Park            | Garamvári Ádám   |
| Roberto     | Gabriel Fernández    | Sztarenki Pál    |

### Magyar változat
- Magyar szöveg: Jeszenszky Márton
- Hangmérnök: Cs. Németh Bálint
- Vágó: Kajdácsi Brigitta
- Gyártásvezető: Hódos Edina
- Szinkronrendező: Nikas Dániel
- Produkciós vezető: Kónya Andrea

A szinkront a Mafilm Audio Kft. készítette.

## Epizódok
| Sor. | Év. | Cím                                      | Rendező        | Író                                                    | Premier           |
| ---- | --- | ---------------------------------------- | -------------- | ------------------------------------------------------ | ----------------- |
| 1.   | 1.  | Kártyaparti (Noche de truco)             | Bruno Stagnaro | Bruno Stagnaro, Ariel Staltari és Gabriel Stagnaro     | 2025. április 30. |
| 2.   | 2.  | Előre a Napba (Salgan al sol)            | Bruno Stagnaro | Bruno Stagnaro, Ariel Staltari és María Alicia Garcias | 2025. április 30. |
| 3.   | 3.  | Mágnesesség (El magnetismo)              | Bruno Stagnaro | Bruno Stagnaro és Ariel Staltari                       | 2025. április 30. |
| 4.   | 4.  | A hitvallás (Credo)                      | Bruno Stagnaro | Bruno Stagnaro, Ariel Staltari és Martín Wain          | 2025. április 30. |
| 5.   | 5.  | Horizont (Paisaje)                       | Bruno Stagnaro | Bruno Stagnaro és Ariel Staltari                       | 2025. április 30. |
| 6.   | 6.  | Hideg paradicsomlé (Jugo de tomate frío) | Bruno Stagnaro | Bruno Stagnaro, Ariel Staltari és María Alicia Garcias | 2025. április 30. |

## A sorozat készítése
1968-ban a Gil & Bertolini reklámfilmes cég megszerezte az El Eternauta jogait, hogy animációs televíziós sorozatot készítsen belőle, melyet az első bemzetközi képregény biennálén mutattak volna be. Minden epizódot maga Oesterheld rendezte volna, és a rajzfilmet rotoszkópos technikával készítették volna, ami akkoriban rendkívül költséges eljárásnak számított. A projektet végül egy 24 perces pilotfilm elkészítése után lefújták.
A következő húsz évben pénzügyi és jogi problémák akadályozták meg, hogy Az eternautát filmre vagy televízióra adaptálják. Több argentin rendező – köztük Fernando „Pino” Solanas, Gustavo Mosquera, valamint Adolfo Aristarain – is érdeklődött a történet feldolgozása iránt. Aristarain akkoriban úgy nyilatkozott, hogy a film csak angol nyelven készülhetne el, mivel legalább 10–15 millió amerikai dollárba kerülne, és az amerikai produkciós cégektől való anyagi támogatáshoz amerikai színészek szerepeltetése lett volna az egyik feltétel. Ugyanakkor azt is hozzátette, hogy „ez nem lenne helyes út”, mivel szerinte az argentin kultúra szerves része Az eternautának.
1995-ben egy fontos Buenos Aires-i tévécsatorna vezetésével minisorozatot terveztek. A vizuális effektekért az Aicon nevű számítógépes animációs cég felelt volna, és előzetes szerződést is kötöttek egy nagy hollywoodi stúdióval. 2007-ben egy olasz produkciós cég kezdett dolgozni Az eternauta adaptációján, Oesterheld özvegyének és unokáinak hozzájárulásával. Tárgyalásokat folytattak argentin stúdiókkal és az Argentin Nemzeti Film- és Audiovizuális Művészeti Intézettel egy esetleges koprodukcióról. 2008-ban Lucrecia Martel rendezőt kérték fel egy mozifilm-adaptációra. Martel másfél évig dolgozott a forgatókönyvön, amely a jelenben játszódott volna, de Oesterheld családja úgy vélte, a változtatások túlságosan eltértek az eredeti műtől, ezért a producerek visszaléptek, és a projekt megrekedt. 2018-ban a spanyol rendező, Álex de la Iglesia is érdeklődését fejezte ki egy adaptáció iránt, Ricardo Darín színésszel a főszerepben.
Bruno Stagnaro rendező mindig is közel érezte magához az alapanyagot, és elmondása szerint az „argentin térhez való konkrét és határozott kötődése” nagy hatással volt korai munkáira, mint a Pizza, birra, faso vagy az Okupák. 2003-ban elkezdett írni egy saját változatot, amely egy posztapokaliptikus, jelenkori Buenos Airesben játszódott. Elkészült az első epizód forgatókönyve, és tesztfelvételek is készültek az Okupák sztárjával, Rodrigo de la Sernával az Ideas del Sur stúdiónál. A projektet azonban költségvetési problémák miatt elvetették.
A K&S Films a 2000-es évek elején kötött megállapodást a szerző örököseivel. A projekt kezdetben filmként indult, de sorozattá alakult, miután a Netflix .2018-ban csatlakozott hozzá. A K&S Films producere, Matías Mosteirín szerint: „A visszatérés az epizodikus szerkezethez volt a legjobb döntés narratív szempontból, és az eredeti történet DNS-éhez való hűség szempontjából is.” Ugyanabban az évben Stagnaro találkozott Mosteirínnel és a társproducer Leticia Cristivel, és beszámolt nekik a saját projektjéről, amit ők összekapcsoltak a saját elképzelésükkel.
Martín Oesterheld – a szerző unokája – és Laura Bruno, akik a képregény jogait birtokolják, engedélyezték a projektet, azzal a feltétellel, hogy az Buenos Airesben forogjon, és spanyol nyelven készüljön.
2020 februárjában a Netflix társalapítója, Reed Hastings bejelentette, hogy sorozatadaptáció készül Az eternautából, rendezője Bruno Stagnaro, tanácsadóként pedig Martín Oesterheld –aki maga is filmes – vesz részt benne. A megjelenést 2021 vége és 2022 eleje közé tervezték. 2021 augusztusában Francisco Ramos, a Netflix latin-amerikai tartalomért felelős alelnöke megerősítette, hogy a projekt továbbra is folyamatban van, de a koronavírus-járvánnyal kapcsolatos nehézségek miatt a sorozat nem jelenik meg 2023 előtt. Ramos részletezte a forgatókönyv fejlesztésének folyamatát, valamint a sorozat „technológiai és technikai tervezését”, amit „minden idők egyik legambiciózusabb spanyol nyelvű latin-amerikai projektjének” nevezett. 2025 márciusában Ramos megismételte, hogy szerinte a sorozat „fordulópontot jelent majd az argentin filmiparban”, különösen a technológiai újítások, a merészség, a szórakoztatás és a filmes nyelvezet tekintetében.ref name="ShowcaseClarín">Féminis, Patricio: El Eternauta en Netflix: cómo se creó la serie que convirtió a Buenos Aires en un paisaje apocalíptico (spanyol nyelven). Clarín , 2025. március 13. [2025. március 13-i dátummal az eredetiből archiválva]. (Hozzáférés: 2025. június 11.)</ref> 2023 februárjában sorozat bekerült a BA Cash Rebate programba, amely nemzetközi produkciókat támogat Buenos Airesben, a gyártási költségek akár 20%-át is visszatérítve.

### Forgatás
A forgatás 2023 májusában kezdődött Buenos Airesben. 2023 júniusában a forgatás az Avenida General Paz mentén zajlott, amely Vicente López partido és Buenos Aires Núñez és Saavedra negyedei közötti határvonal. A díszletek között hó, felfegyverzett katonák és régi autók is szerepeltek. További jeleneteket Saavedrában vettek fel 2023 októberében. 2023 novemberében arról számoltak be, hogy a forgatás Ricardo Darín sűrű időbeosztása miatt késett. A forgatás 2023 decemberében ért véget, összesen 148 napig tartott.
Több mint 35 különböző helyszínt használtak, és több mint 25 virtuális díszletet hoztak létre virtuális produkciós technológiával. Buenos Aires nagy területeit digitálisan beszkennelték, majd az Unreal Engine virtuális valóság rendszerébe ültették át. Ezeket a forgatáson vetítették ki a díszletek mögé, lehetővé téve, hogy különböző külső helyszíneket egymás után le tudjanak forgatni az identitás és a realizmus feláldozása nélkül. A koronavírus-járvány lehetővé tette a képregényből ismert „elhagyatott város” jeleneteinek hiteles forgatását is.